# Vernon Reynolds
Vernon Reynolds, né le 14 décembre 1935, est un anthropologue et un primatologue britannique, connu pour ses recherches sur le comportement des chimpanzés.